# 第34独立自動車化歩兵大隊 (ウクライナ陸軍)
第34独立自動車化歩兵大隊（だい34どくりつじどうしゃかほへいだいたい、ウクライナ語: 34-й окремий мотопіхотний батальйон）は、ウクライナ陸軍の大隊のひとつ。第57独立自動車化歩兵旅団隷下。

## 概要

### ウクライナ領土防衛大隊
2014年5月4日、義勇軍ウクライナ領土防衛大隊の第34祖国領土防衛大隊（当初は第34キロヴォフラード-2領土防衛大隊とも呼ばれていた。）として、キロヴォフラード州の行政支援、全ウクライナ連合「祖国」の資金提供を受け、ルフ・オポル党の党員を中心にキロヴォフラードで創設された。
2014年7月から、ドンバス戦争に投入され、ドネツィク州の検問所の警備任務に就いた。

### ウクライナ陸軍
2014年10月8日、ウクライナ陸軍に編入し、新編されたキロヴォフラード州駐屯の第57独立自動車化歩兵旅団に配属され、第34独立自動車化歩兵大隊に改編した。

### ロシアのウクライナ侵攻
2022年6月、ルハーンシク州ミルナヤ・ドリナで団員150人が戦死したとロシア側が発表した。

## 編制
- 大隊本部（ノヴァ・レクシーウカ）
- 第1中隊
- 第2中隊
- 第3中隊
- 迫撃砲中隊
- 対空砲小隊
- 偵察小隊
- 工兵小隊
- 後方支援隊